# Bartolomé Blanche
Bartolomé Blanche (La Serena, 6 de junho de 1879 – Santiago, 10 de junho de 1970) foi um político chileno. Ocupou o cargo de presidente de seu país entre 13 de setembro de 1932 e 2 de outubro de 1932.